# Douglas Hickox
Douglas Hickox (* 10. Januar 1929 in London; † 25. Juli 1988 ebenda) war ein britischer Filmregisseur.
Seine Karriere begann er als Regieassistent sowie Second Unit-Regisseur in den 1950er Jahren. Seinen ersten eigenen Spielfilm drehte er 1963.
Er war mit der Oscar-prämierten Filmeditorin Anne V. Coates verheiratet. Zusammen hatten sie drei Kinder. Die Söhne Anthony Hickox und James D.R. Hickox waren Regisseure. Die Tochter Emma E. Hickox ist als Editorin aktiv. Wegen seines Sohnes Anthony, der bereits als Kind großer Fan von Schauer-Geschichten war, drehte Douglas Hickox 1973 den Horrorfilm Theater des Grauens, obwohl Vater Douglas Hickox dieses Genre verabscheute.
Ihm zu Ehren wird seit 1998 jährlich im Rahmen der British Independent Film Awards der Douglas-Hickox-Award für den besten Debütfilm eines Regisseurs verliehen.

## Filmografie (Auswahl)
- 1958: Das Ungeheuer von Loch Ness (Behemoth the sea monster) (ungenannt)
- 1964: Just for You
- 1970: Seid nett zu Mr. Sloane (Entertaining Mr. Sloane)
- 1971: Blutroter Morgen (Sitting Target)
- 1973: Theater des Grauens (Theatre of Blood)
- 1975: Brannigan – Ein Mann aus Stahl (Brannigan)
- 1976: Auf der Fährte des Adlers (Sky Riders)
- 1979: Die letzte Offensive (Zulu Dawn)
- 1983: Der Hund von Baskerville (The Hound of the Baskervilles)
- 1984: Erben der Liebe (Mistral's Daughter)